# Puente Jamaraat
El puente Jamaraat (en árabe: جسر الجمرات) es un puente peatonal en Mina, Arabia Saudita, cerca de La Meca y utilizado por los musulmanes durante el ritual de la "lapidación del diablo" del hach. El puente fue construido originalmente en 1963, y ha sido ampliado varias veces desde entonces. El propósito del puente es permitir a los peregrinos tirar piedras a los tres pilares Jamrah, ya sea a nivel del suelo o desde el puente. Los pilares se extienden hacia arriba a través de tres aberturas en el puente. Hasta 2006 el puente tenía un solo nivel (es decir, una planta baja con un nivel por encima del puente).
Después de enero de 2006, el viejo puente fue demolido y comenzó la construcción de un nuevo puente de varios niveles. Los niveles bajos se completaron a tiempo para el hach de 2006/2007, que transcurrió sin incidentes.
Durante el hach, muchas personas utilizan el puente por lo que el hacinamiento puede crear peligro, entre los incidentes más destacados se encuentran: 
- El 23 de mayo de 1994, una estampida mató al menos a 270 peregrinos.
- El 9 de abril de 1998, al menos 118 peregrinos fueron pisoteados hasta la muerte y 180 heridos.[2]
- El 5 de marzo de 2001, 35 peregrinos murieron aplastados en una estampida.
- El 11 de febrero de 2003, el ritual cobró la vida de 14 peregrinos.
- El 1 de febrero de 2004, 251 peregrinos murieron y otros 244 resultaron heridos en una estampida.
- El 12 de enero de 2006, una estampida mató al menos a 346 peregrinos e hirieron a por lo menos 289 más.
- El 24 de septiembre de 2015 una estampida causó más de 2431 muertos y 934 heridos entre los peregrinos.[3]